# Marun
Der Marun (persisch رودخانه مارون Rudkhāneh-ye Mārun) ist ein Fluss in der Provinz Chuzestan im Südwesten Irans.
Der Fluss entspringt dem Zagrosgebirge und mündet als Jarahi (Jarrahi) in den Karun, kurz bevor dieser selbst in den Arvand Rud (auch Schatt al-Arab) mündet. Das Wasser des Marun wird seit dem 20. Jahrhundert im nördlichen Vorland der dynamisch wachsenden Großstadt  Chorramschahr intensiv zu Bewässerungszwecken in der Landwirtschaft verbraucht.
In der Antike hieß dieser Fluss vermutlich Arosis, er bildete auf Grund seiner Größe eine natürliche Grenze zwischen Elam (dem heutigen Khuzestan) und der Persis (der heutigen Provinz Fars).